# ODROID
ODROID steht für Open + Droid und bezeichnet eine Einplatinencomputerreihe vom Hardwarehersteller Hardkernel aus Südkorea für die Entwicklung von Hard- und Software.
Es existieren etwa 15 verschiedene Typen des ODROIDs, wobei derzeit der ODROID-XU4, der ODROID-C1+ und der ODROID-C2 hergestellt werden. Alle aktuellen ODROID-Typen verfügen über einen Mehrkernprozessor mit Arm-Architektur mit maximalen Taktraten zwischen 1,5 und 2 GHz. Als Betriebssysteme können verschiedene Distributionen von Linux, wie z. B. Ubuntu oder Android installiert werden. Das Modell C1+ hat 1 GByte RAM, der ODROID-XU4, der ODROID-C2 und der ODROID-HC1 haben 2 GByte RAM. Alle Modelle verfügen über einen HDMI-Anschluss (Ausnahmen: HC1 und HC2), diverse USB-Anschlüsse und eine integrierte Netzwerkkarte mit RJ45-Anschluss. Einige Modelle besitzen steuerbare GPIOs: das XU4 30 und das C1+ und C2 40 GPIOs. Die Modelle HC1 und HC2 werden mit einem aus Aluminium gefertigten Heatspreader geliefert, welcher gleichzeitig als stapelbares Gehäuse dient.
Seit 2022 gibt es neuen Einplatinencomputer M1, welcher eine Alternative zu Raspberry Pi sein kann. Er bietet zahlreiche Anschlüsse als auch SATA und PCIe. Nach Herstellerangaben wird Ubuntu 20.04 LTS und 22.04 LTS unterstützt. Ebenso kann Android und LineageOS 19.1 auf dem M1 installiert werden.

## Modelle

### ODROID-C1/C1+/C0
Die auf einem Amlogic S805 SoC basierende C1/C1+/C0-Serie erschien im Jahre 2015
- AmLogic S805 Quad-Core Cortex-A5 1500 MHz
- 4xUSB 2.0,1xUSB 2.0 OTG
- LAN (10/100/1000)
- 1 GB DDR3-RAM
- microSD-Steckplatz sowie Steckplatz für optional erhältliches eMMC-Modul

### ODROID-C2

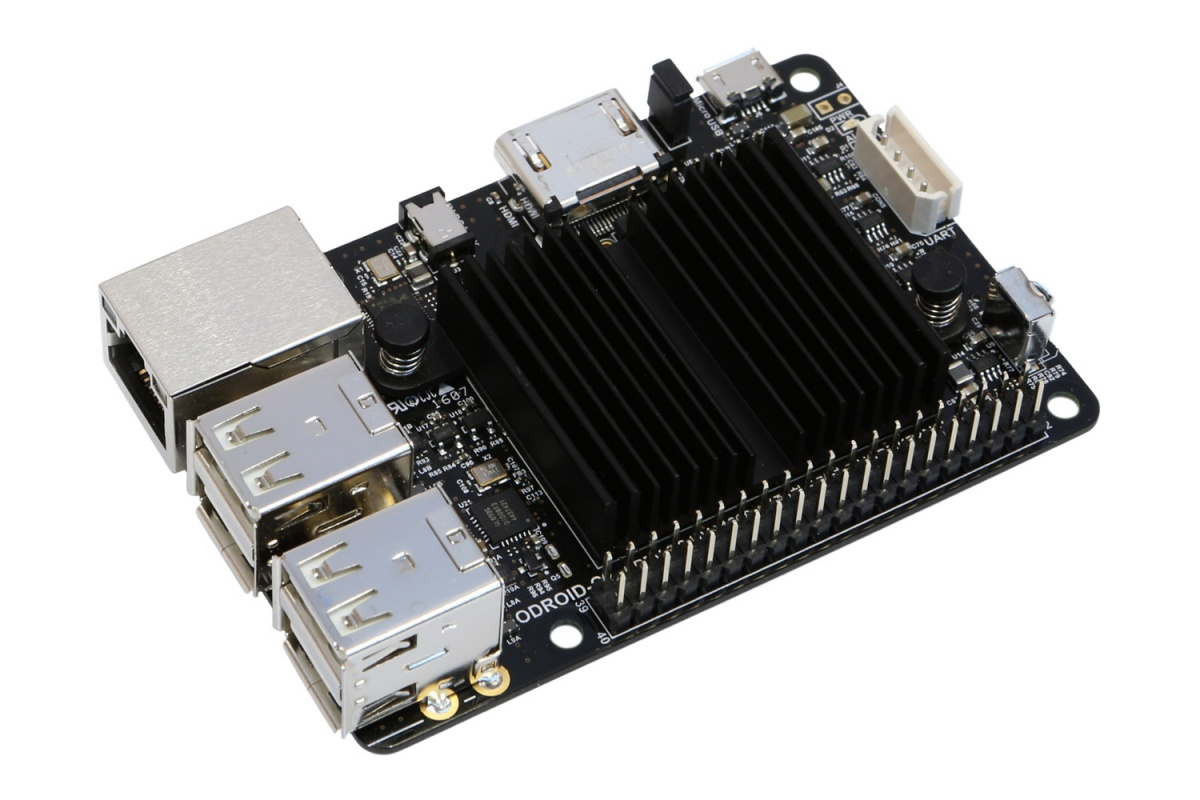
ODROID-C2

Der ODROID-C2 aus dem Jahre 2015 basiert auf dem 64-Bit AmLogic S905.
- AmLogic S905 Quad-Core Arm Cortex-A53 mit max. 1,75 GHz
- Mali-450 MP3 GPU, 700 MHz (OpenGL ES 2.0/1.1)
- 2 GB DDR3-RAM
- microSD-Steckplatz sowie Steckplatz für optional erhältliches eMMC-Modul
- LAN (10/100/1000 Mbit/s)
- 4xUSB 2.0,1xUSB 2.0 OTG
- HDMI Video und Audio
- I²S Audio

### ODROID-XU4
Ebenfalls im Jahr 2015 erschien der auf einem Samsung Exynos 5422 basierende ODROID-XU4. Das Gerät ist Kompatibel zum Vorgängermodell XU3.
- Samsung Exynos 5422 Octa-Core Big.Little-Architektur mit je 4x Arm Cortex-A7 und Arm Cortex-A15
- Mali-T628 MP6 mit OpenCL 1.1 Full profile
- 1xUSB 2.0, 2xUSB 3.0 (Die maximale USB 3.0 Bandbreite beim ODROID-XU4 liegt bei 150 MByte/sec.)
- LAN (10/100/1000 Mbit/s)
- 2 GB DDR3-RAM
- microSD-Steckplatz sowie Steckplatz für optional erhältliches eMMC-Modul

### ODROID-HC1
- Samsung Exynos 5422 Octa-Core Big.Little Architecture mit Quad-Core Cortex A7 @1400MHz und Quad-Core Cortex A15 @2000MHz
- Mali-T628 MP6 (kein HDMI-Anschluss vorhanden)
- 1xUSB 2.0
- SATA connector (passt für 1x2,5 Zoll HDD/SSD)
- LAN (10/100/1000 Mbit/s)
- 2 GB DDR3-RAM
- microSD-Steckplatz
- Aluminium-Heatspreader, der als stapelbares Gehäuse dient[5]

### ODROID-HC2
- Samsung Exynos 5422 Cortex-A15 2Ghz and Cortex-A7 Octa core CPUs
- 2Gbyte LPDDR3 RAM PoP stacked
- SATA-3 port for 3.5inch or 2.5inch HDD/SSD  storage up to 27mm thickness
- Gigabit Ethernet port
- USB 2.0 Host
- UHS-1 capable micro-SD card slot for boot media
- Size : 197 × 115 × 42 mm approx.(Aluminium cooling frame size)
- Linux server OS images based on modern Kernel 4.14 LTS

### ODROID-N2+
- Amlogic S922X, Big.Little Architecture mit Quad-Core ARM Cortex-A73 CPU @2400MHz und Dual Core Cortex-A53 @2000MHz
- ARM Cortex-A73 CPU cluster and a dual core Cortex-A53 cluster with a new generation Mali-G52 GPU
- Mali-G52 GDU
- 4x USB-A 3.0, 1x USB 2.0 Micro-B
- 1x Gigabit  LAN (RTL8211F)
- 2 GB DDR4-RAM oder 4 GB DDR4-RAM
- microSD-Steckplatz
- eMMC Flash Steckplatz

### ODROID-N2L
- Amlogic S922X Processor (12nm) Quad-core Cortex-A73(2.2Ghz) and Dual-core Cortex A53(2Ghz) ARMv8-A architecture with Neon and Crypto extensions
- Mali-G52 GPU with 6 x Execution Engines (800Mhz)
- 1 x USB 3.0 Host port, 1 x USB 2.0 Host port, 1 x Debug serial console (UART), 1 x MIPI DSI 4Lane (TBD), 1 x HDMI 2.0
- No LAN (optional adapters)
- LPDDR4 4GiB or 2GiB with 32-bit bus width Data rate: 3216 MT/s 1.1Volt low power design
- microSD-Steckplatz
- eMMC Flash Steckplatz (DS/HS modes up to UHS-I SDR104)

### ODROID-C4
- Amlogic S905X3, Quad-Core
- ARM Cortex-A55 CPU @2000MHz
- Mali-G31 GPU
- 4x USB 3.0
- 1x Gigabit LAN
- 4 GB DDR4-RAM
- microSD-Steckplatz

### ODROID-HC4
- Amlogic S905X3, Quad-Core
- ARM Cortex-A55 CPU @1800MHz
- Mali-G31 MP2 GPU
- 1x USB host port (micro USB)
- 1x Gigabit LAN
- 4 GB DDR4-RAM
- microSD-Steckplatz, kein eMMC mehr

### ODROID-M1
(Quelle: )
- Rockchip RK3568B2, Quad-Core
- ARM Cortex-A55 CPU @1992 MHz
- Mali-G52 MP2 GPU
- 2x USB 2.0 Host, 2x USB 3.0 Host
- 1x 10/100/1000 Ethernet
- 8GB LPDDR4 DRAM
- 1 x SATA 3.0, eMMC5.1 microSD 42mm M.2 NVMe (PCIe M-key)
- 1 x HDMI 2.0 (up to 4K@60 Hz), 1 x MIPI-DSI LCD Interface (31 pin)
- AUDIO: 3,5mm Klinkenausgang, Mono Lautsprecherausgang, HDMI
- Erweiterungsport: UART, 24× GPIO
- Spannungsversorgung: DC 7.5V ~ 17V (bis zu 25W) (5,5 × 2,1 mm)

### ODROID-H3
- Celeron N5105 @2000 MHz
- INTEL UHD Graphics
- 2x USB 2.0 Host, 2x USB 3.0 Host
- 2x 10/100/1000/2,5 GbE Ethernet
- Steckplatz für ein DDR5-SO-DIMM mit bis zu 48GB RAM
- 1 x SATA 3.0, eMMC5.1 microSD 42mm M.2 NVMe (PCIe M-key)
- 1 x HDMI 2.0 (up to 4K@60 Hz), 1 x MIPI-DSI LCD Interface (31 pin)
- AUDIO: 3,5mm Klinkenausgang, Mono Lautsprecherausgang, HDMI
- Erweiterungsport: UART, 24× GPIO
- Spannungsversorgung: DC 7.5V ~ 17V (bis zu 25W) (5,5 × 2,1 mm)